# Calle 50

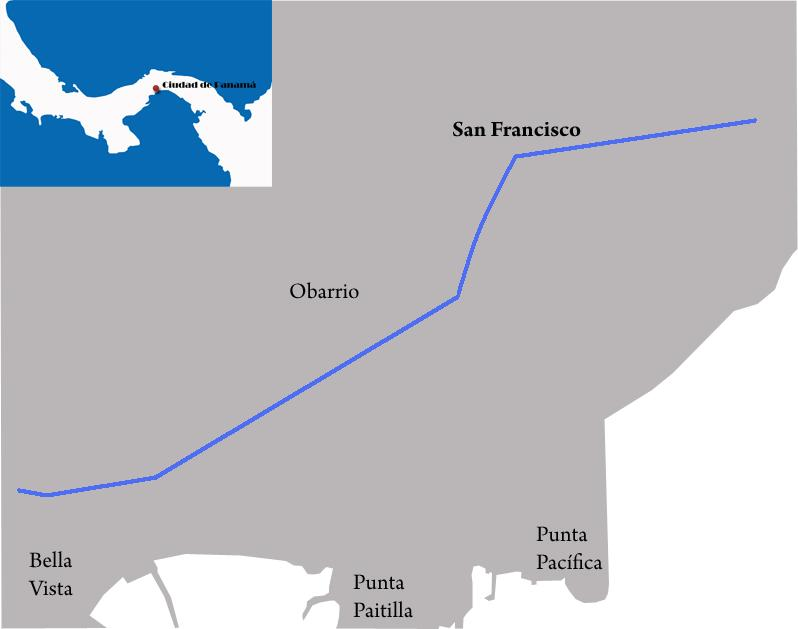
Mapa da Calle 50

A Calle 50 é uma das vias mais importantes da Cidade do Panamá, antes chamada Avenida Nicanor de Obarrio. Atravessa o corregimento de Bella Vista e o de San Francisco, nela encontra-se a famosa área bancária do Panamá. A Calle 50 é a via mais valorizada no que diz respeito a aluguel de escritórios.  Conta com 4 pistas em um só sentido, para os aforas da cidade.

## História
Na década dos anos trinta e quarenta quando ainda esta parte da cidade era a periferia se realizaram muitas residências Hispanicistas e Modernistas da burguesia criola como os Heurtematte, Toledano, Fidanque, Obarrio, etc. Também foi o ponto de encontro donde se realizavam as marchas dos civilistas contra a ditadura militar a finais dos anos oitenta. Posteriormente com o auge do Centro Bancário, nela se tem ido apostando-se as mais importantes sedes bancárias.

## Ruas e avenidas
- Avenida Balboa
- Avenida Central
- Cinta Costeira
- Corredor Norte
- Corredor Sul
- Via Espanha
- Via Ricardo J. Alfaro

## Localidades
- Cidade do Panamá

## Edifícios
- Arranha-céus da Cidade do Panamá